# KOSTAT
KOSTAT ist die Kurzform für die KOSIS-Gemeinschaft Kommunalstatistik. Diese Gemeinschaft betreibt eine Sammlung kleinräumig gegliederter kommunaler Bevölkerungsdaten. Sowohl die beteiligten Städte als auch Dritte können sie für raumbezogene Analysen nutzen. Je nach Art und Umfang der Datennutzung haben Letztere einen Finanzierungsbeitrag zu leisten.

## Organisation
Mitglieder sind die Städte Bielefeld, Bremen, Dortmund, Frankfurt am Main, Hannover, Nürnberg, Stuttgart (diese werden durch ihre Statistikstellen vertreten) und das Bundesinstitut für Bau-, Stadt- und Raumforschung.
Alle zwei Jahre wird eine betreuende Stelle in einem Bundesland gewählt.
Die betreuende Stelle führt den Vorsitz der Gemeinschaft und vertritt diese nach innen gegenüber den datenliefernden Städten und nach außen zu den Datennutzern sowie im Geschäftsführenden Ausschuss des KOSIS-Verbundes. Der KOSIS-Verbund ist eine Selbsthilfeeinrichtung der deutschen Städte zur gemeinsamen Entwicklung und Pflege von Standards und Verfahren für kommunales statistisches Informationsmanagement. Etwa 100 deutsche Kommunen ab 35 000 Einwohner beteiligen sich an dem Projekt, darunter sind alle Großstädte mit mehr als 400 000 Einwohnern.

## Datensammlung
Es sind etwa 26 Millionen Menschen statistisch abgebildet, das entspricht einem Drittel der Bevölkerung Deutschlands.
Datengrundlage sind die Melderegister. Die Daten werden jährlich fortgeschrieben und sind umfassend qualitätsgesichert. Seit 1998/99 wurde so eine langjährige Zeitreihe aufgebaut.
Die Daten umfassen Einwohnerzahlen für festgelegte Altersgruppen, Geschlecht und Staatsangehörigkeit sowie die Zahl der Haushalte in innerstädtischer Gliederung. Außerdem gibt es zu den Daten für einen großen Teil der Städte das regionale Gliederungssystem (Straßenverzeichnis) in digitaler Form.
Folgende Merkmale stehen zur Verfügung:
Einwohner am Ort der Hauptwohnung
- insgesamt
- weiblich
- nicht deutsch
- unter 18 Jahre
- 18 bis unter 30 Jahre
- 30 bis unter 40 Jahre
- 40 bis unter 50 Jahre
- 50 bis unter 60 Jahre
- 60 Jahre und älter
- Wohnberechtigte Bevölkerung (Haupt- und Nebenwohnung)
- Zahl der Haushalte oder vergleichbare Größe

Jedem Datensatz vorangestellt ist der räumliche Bezug mit der Gemeindekennziffer und der Kennzeichnung aus der kleinräumigen Gliederung. Für etwa 9 000 Gebietseinheiten sind Daten verfügbar, im Durchschnitt leben in jeder Gebietseinheit knapp 3 000 Menschen.
Mit der innerstädtischen Raumbeobachtung des Bundesinstituts für Bau-, Stadt- und Raumforschung (BBSR) und dem europäischen Kooperationsprojekt Urban Audit gibt es weitere kleinräumige kommunalstatistische Datensammlungen, die sich hinsichtlich des Merkmalsumfangs und der räumlichen Zuschnitte unterscheiden und somit verschiedene Zielgruppen ansprechen.